# Orangebäckchen

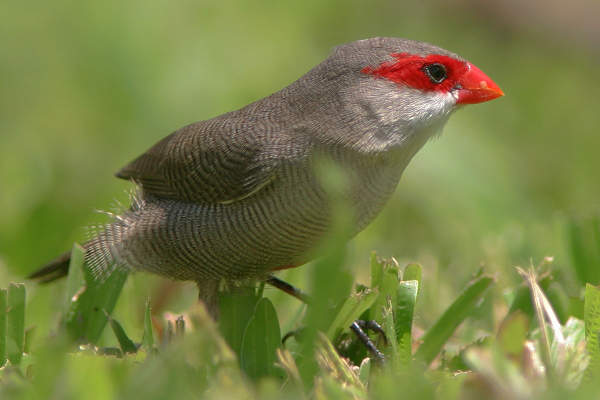
Wellenastrild

Das Orangebäckchen (Estrilda melpoda) ist ein afrikanischer Sperlingsvogel aus der Familie der Prachtfinken. 

## Merkmale
Orangebäckchen erreichen eine Körperlänge von zehn Zentimeter und gehören damit zu den eher kleinen Prachtfinkarten. Der Schnabel ist leuchtend karmesinrot. Die Augen sind schwarz und von einem orangen Farbfeld umgeben. Auch die Ohrregion und die Kopfseiten sind orangegelb, wobei bei dieser Färbung die individuellen Unterschiede sehr ausgeprägt sind. Die Kopfplatte, der Nacken sowie die Brust sind blaugrau. Der hintere Bürzel und die Oberschwanzdecken sind rot, die Schwanzfedern dagegen schwarz. Die Geschlechter sind kaum voneinander zu unterscheiden. Weibchen haben aber einen blasseren und kleineren Bauchfleck, der beim Männchen fast orangegelb ist. Die Jungvögel gleichen den adulten Vögeln, sind aber etwas matter und blasser. Die Körperunterseite ist bräunlicher als bei den ausgewachsenen Vögeln.
Jungvögel können mit dem Sumpfastrild verwechselt werden, da bei ihnen die Gesichtszeichnung noch unauffällig ist. Aufgrund des orangefarbenen Gesichts ist das Orangebäckchen mit keiner anderen Prachtfinkenart verwechselbar, auch wenn Farbe und Größe individuell stark variieren. Lediglich der Wellenastrild hat eine ähnliche Gefiederfärbung, die zu einer Verwechselung führen kann, wenn bei einer Feldbeobachtung die Vögel nur frontal gesehen werden. Der Wellenastrild ist jedoch, anders als das Orangebäckchen, auf der Körperunterseite quer gestreift.

## Verbreitung
Das Verbreitungsgebiet des Orangebäckchens liegt in West- und Zentralafrika. Es reicht von Mauretanien, Senegal, Gambia, Guinea, Guinea-Bissau, Sierra Leone und Liberia ostwärts über den Süden von Mali, die Elfenbeinküste, das südliche Obervolta, Ghana, Togo, Nigeria, Kamerun, den Süden der Republik Tschad, die Zentralafrikanische Republik und den Norden der Demokratischen Republik Kongo fast bis zum Westufer des Albertsees und zum Nordufer des Tanganjikasees. 
Trotz der Größe der natürlichen Verbreitung wurde bisher nur eine Unterart beschrieben: Estrilda melpoda tschadensis Grote, 1922.
Das Orangebäckchen ist in einigen Regionen sehr häufig. In Gabun kommen zwischen vier bis fünf Orangebäckchen pro Hektar vor. Auf einem 5.065 Hektar großen Campus-Gelände in Nigeria hat man 33 Nester dieser Art gezählt. Das Orangebäckchen ist gewöhnlich ein Standvogel. In einigen Regionen scheint es jedoch saisonale Wanderungen zu geben. So ist das Orangebäckchen im Zeitraum Dezember bis Februar deutlich häufiger in Küstenregionen Ghanas anzutreffen als von März bis November. Im äußersten Nordosten Nigerias ist er nur während der Regenzeit von April bis November zu beobachten.
Auf den Bermuda-Inseln, Puerto Rico und auf Hawaii ist diese Art eingebürgert. Gefangenschaftsflüchtlinge waren auf Puerto Rico bereits 1874 zu beobachten.
Die IUCN stuft das Orangebäckchen als nicht gefährdet (least concern) ein.

## Lebensraum

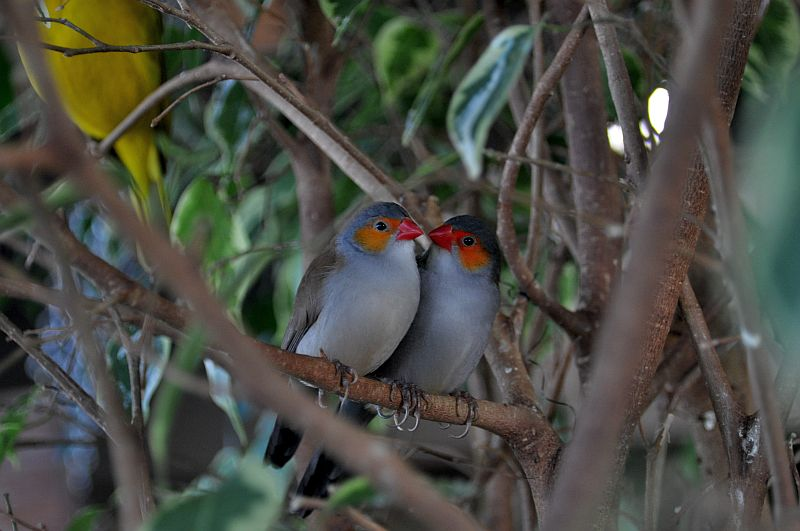
Ein Paar Orangebäckchen

Der Lebensraum des Orangebäckchens sind Waldränder und Lichtungen sowie hohe, dicht stehende Grasbestände an Ufern und in Sümpfen. Es hält sich auch in der Nähe menschlicher Siedlungen auf und ist auf Wegen, an Feldrändern, in aufgegebenen Plantagen, auf Maniok- und Reisfeldern sowie in Gärten anzutreffen. Orangebäckchen halten sich nicht weniger in den Kronen höheren Bäumen auf, sondern sind überwiegend im Gras oder im Buschwerk zu beobachten.

## Nahrung
Orangebäckchen klauben aus den Fruchtständen von Gras Samen oder lesen herabgefallene Sämereien vom Erdboden auf. Als Nahrungspflanzen wurden unter anderem Samen aus den Gattungen Rispenhirsen, Chloris und Urochloa nachgewiesen. Neben Samen spielen kleinere Wirbellose in der Ernährung eine Rolle. Sie fressen als tierische Kost unter anderem geflügelte Termiten, Tagfalter, Nachtfalterraupen und Fliegenlarven sowie Spinnen.

## Fortpflanzung
Während der Brutzeit leben Orangebäckchen paarweise. Danach schließen sie sich in Schwärmen von bis zu sechzig Individuen zusammen, gelegentlich auch in der Gesellschaft anderer Prachtfinkenarten wie beispielsweise dem Wellenastrild.

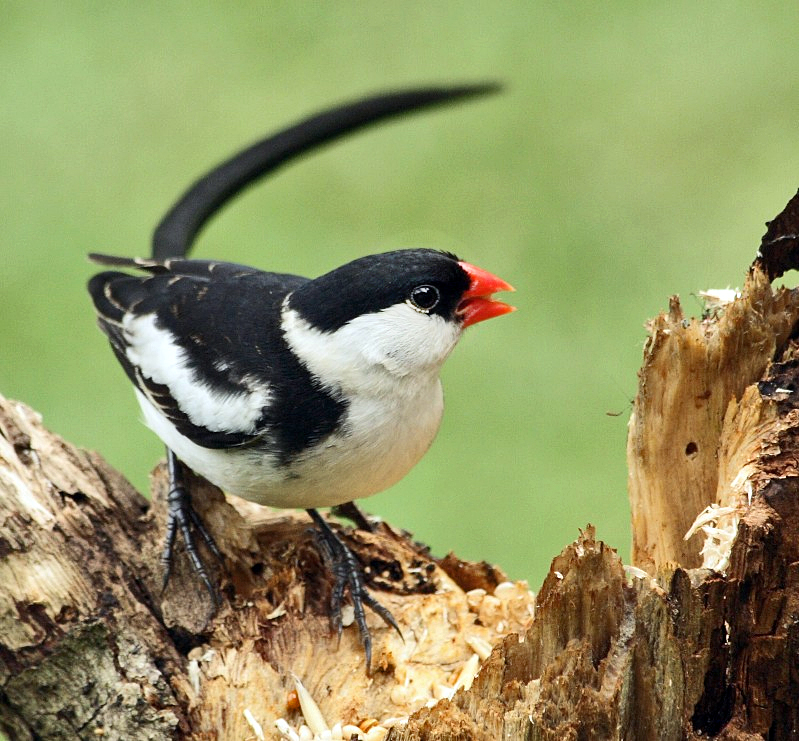
Dominikanerwitwe, ein Brutparasit des Orangebäckchens

Die Brutzeit variiert in Abhängigkeit vom Verbreitungsgebiet, fällt aber in der Regel in die Regenzeit. Orangebäckchen sind monogame Einzelbrüter. Das Männchen zeigt eine Halmbalz, bei der es vor dem Weibchen auf und nieder tanzt, während es einen Grashalm im Schnabel trägt. Das Nest befindet sich direkt auf dem Erdboden oder in niedriger Gras- und Krautvegetation. Es handelt sich um ein kompaktes, häufig sehr großes, birnen- bis kolbenförmiges Kugelnest mit einem seitlichen, röhrenförmigen Eingang. Diese Eingangsröhre kann bis zu zehn Zentimeter lang sein. Das Nistmaterial sind Grashalme, Stängel und feine Blüten. Gelegentlich befindet sich auf dem eigentlichen Nest ein sogenanntes Hahnennest. Das Hahnennest ist meist deutlich fragiler gebaut und hat einen weiteren Eingang. Der Eingang befindet sich an derselben Seite wie der des eigentlichen Nests. Beide Elternvögel sind am Nestbau beteiligt, wobei das Männchen das Nistmaterial heranbringt und das Weibchen dieses verbaut. Das Weibchen begleitet das Männchen gelegentlich während dessen Suche nach Nistmaterial.
Das Gelege besteht aus fünf bis sechs weißen Eiern. Das Gelege wird zwölf Tage lang bebrütet. Beide Elternvögel brüten im Wechsel. Das Weibchen sitzt gewöhnlich während der Nacht auf den Eiern, während das Männchen im Hahnennest darüber ruht. Die Jungen sind nach dem Schlupf zunächst nackt und werden bis zu ihrem zehnten Lebenstag gehudert. Ihre Nestlingszeit beträgt 21 Tage. Sie werden nach Verlassen des Nests weitere zwei Wochen von den Eltern betreut.
Der Brutparasit des Orangebäckchens ist die Dominikanerwitwe. Wie andere Witwenvögel entfernt die Dominikanerwitwe keine Eier des von ihr parasitierten Geleges, sondern fügt lediglich ein weiteres Ei hinzu. Der Jungvogel der Dominikanerwitwe wächst gemeinsam mit den Nestlingen des Orangebäckchens heran. Die Errichtung von Hahnennestern neben dem eigentlichen Nest wird mitunter als ein Abwehrmechanismus des Orangebäckchens gegenüber diesem Brutparasitismus gewertet.

## Bedeutung für den Menschen

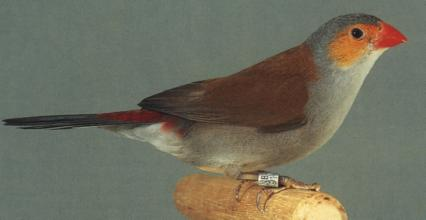
Orangebäckchen

Orangebäckchen gehören zu den Prachtfinkenarten, die in Europa schon sehr lange gehalten werden. Vermutlich wurden sie bereits um die Mitte des 18. Jahrhunderts in Europa eingeführt. Bereits Vieillot berichtete von dieser Art und ihm scheint auch die Zucht gelungen zu sein. Seit der Mitte des 19. Jahrhunderts wurden sie regelmäßig nach Europa importiert und gehören gemeinsam mit dem Wellenastrild und dem Grauastrild zu den am häufigsten gehaltenen afrikanischen Prachtfinken. Die Vögel, die heute im Handel sind, werden immer noch importiert, da die Zahl der Nachzuchten die Nachfrage bei weitem nicht befriedigen kann.

## Belege

### Einzelbelege
1. ↑  Clement u. a., S. 371
2. ↑  Fry u. a., S. 295–296
3. ↑  Fry u. a., S. 295
4. ↑  Fry u. a., S. 296
5. ↑  Nicolai u. a., S. 236
6. ↑  Fry u. a., S. 296
7. ↑  Fry u. a., S. 296
8. ↑  Fry u. a., S. 296
9. ↑  Nicolai u. a., S. 237
10. ↑  Nicolai u. a., S. 237